# Pinnspröding
Pinnspröding (Psathyrella obtusata) är en svampart. Pinnspröding ingår i släktet Psathyrella och familjen Psathyrellaceae.  Arten är reproducerande i Sverige.

## Underarter
Arten delas in i följande underarter:
- aberrans
- obtusata